# Estrutura tênsil

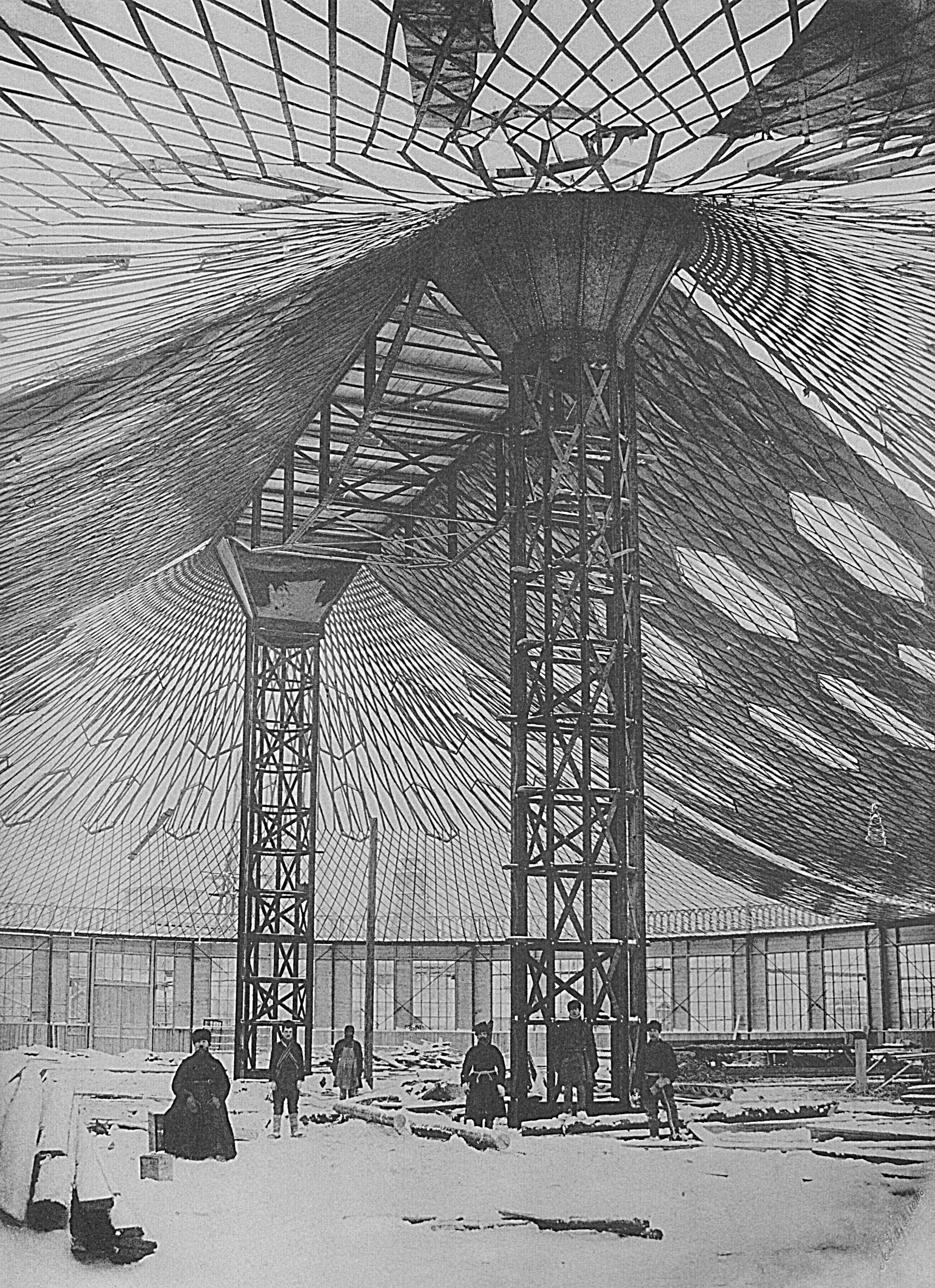
Primeira estrutura de concha fina de aço do mundo

Uma estrutura tênsil ou estrutura tensionada é uma construção de elementos que transportam apenas tensão e sem compressão ou flexão. O elemento principal de uma estrutura tênsil é a própria cobertura. O termo "tênsil" não deve ser confundido com tensegridade, que é uma forma estrutural com ambos os elementos de tensão e de compressão. Estruturas tensionadas são o tipo mais comum de estruturas de concha fina.

## Estruturas tênseis notáveis
- Aeroporto Internacional de Denver, Denver, Estados Unidos
- Aeroporto Internacional Grantley Adams, Christ Church, Barbados
- Estádio Olímpico de Munique, Munique, Alemanha
- Georgia Dome, Atlanta, Estados Unidos
- Khan Shatyr Entertainment Center, Astana, Cazaquistão
- Scotiabank Saddledome, Calgary, Canadá
- The O2, Londres, Reino Unido

## Galeria
- Georgia Dome
- Scotiabank Saddledome
- The O2
- Estádio Olímpico de Munique